# Martín López Cisneros
José Martín López Cisneros (Monterrey, Nuevo León, 11 de noviembre de 1972) es un político mexicano, militante del Partido Acción Nacional. Ha sido electo diputado federal en tres ocasiones y diputado del Congreso de Nuevo León, de los Estados Unidos Mexicanos.

## Biografía

### Formación
Martín López Cisneros es contador público egresado de la Universidad Autónoma de Nuevo León, misma institución en la que cursó una maestría en Administración Pública. Tiene además estudios en finanzas públicas, alta administración municipal y gobierno local.

### Carrera política
Miembro del Partido Acción Nacional, ha ocupado cargos en el comité directivo estatal y tesorero de la secretaría estatal de Acción Juvenil. Inició su carrera política como asesor de los diputados de su partido en el Congreso de Coahuila y en el Congreso de Nuevo León.
De 1997 a 2000 fue regidor en el Ayuntamiento de Monterrey encabezado por Jesús María Elizondo González, de 2000 a 2002 fue director de Ingresos del mismo ayuntamiento, en la administración del presidente municipal Felipe de Jesús Cantú Rodríguez y de 2003 a 2004 fue director de Ordenamiento en el municipio de San Pedro Garza García. De 2004 a 2006 fue coordinador técnico en el Comité Administrador del Programa Federal de Construcción de Escuelas (CAPFCE).
En 2006 fue elegido por primera ocasión diputado federal por la vía plurinominal a la LX Legislatura que concluyó en 2009, fue integrante de las comisiones de Hacienda y Crédito Público; Vigilancia de la Auditoría Superior de la Federación; y, Especial de la Región Cuenca de Burgos; además de integrante de los comités de Administración; y, del Centro de Estudios de las Finanzas Públicas. De 2009 a 2012 fue diputado al Congreso de Nuevo León, en donde ocupó el cargo de subcoordinador hacendario.
Al terminar el último cargo, en 2012, fue elegido por segunda ocasión diputado federal, esta vez en representación del Distrito 7 de Nuevo León a la LXII Legislatura. En dicha legislatura fue integrante de las comisiones de Cultura y Cinematografía; Presupuesto y Cuenta Pública; y, Vigilancia de la Auditoría Superior de la Federación e integrante del Comité de Administración.
En 2018 fue elegido por tercera ocasión diputado federal, en esta ocasión por el Distrito 10 de Nuevo León, enfrentando en la elección constitucional a la candidata de la coalición Juntos Haremos Historia, Rosario Piedra Ibarra. En la LXIV Legislatura en la que es secretario de la comisión de Trabajo y Previsión Social; e integrante de la de Presupuesto y Cuenta Pública y de la de Vigilancia de la Auditoría Superior de la Federación.

## Controversias
Mientras se desempeñana en este cargo, el 11 de agosto de 2014 fue publicado un video donde se le veía —junto con otros diputado panistas como Luis Alberto Villarreal García, Jorge Villalobos Seáñez, Máximo Othón Zayas y el exlegislador Alejandro Zapata Perogordo— en una fiesta privada en Puerto Vallarta junto con bailarinas de table dance y striptease, durante la convención plenaria del grupo parlamentario del PAN, causando un escándalo político, tras el cual se llegaron a plantear sanciones en su contra, que no se concretaron, pero que le impidieron diputar la candidatura de su parto a Alcalde de Monterrey en 2015. Posteriormente, fuentes al interior del PAN señalaron al entonces gobierno priísta de Nuevo León como autor de la grabación y su filtración a los medios.